# Sosúa
Sosúa é um pequeno município da República Dominicana pertencente à província de Puerto Plata.
Localizado a cerca de 4 milhas (6,4 quilômetros) do Aeroporto Internacional General Gregorio Luperón em San Felipe de Puerto Plata, a cidade é acessada principalmente por Camino Cinco ou rodovia 5, que vai boa parte da extensão do litoral norte do país. O município é dividido em três setores: El Batey, que é a seção principal, onde a maioria dos turistas visitam, Sosúa Abajo e Los Charamicos.
O município era pouco conhecido até o turismo decolar na ilha em meados de 1980.
Sua população estimada em 2012 era de 69 885 habitantes.

## Ligações externas

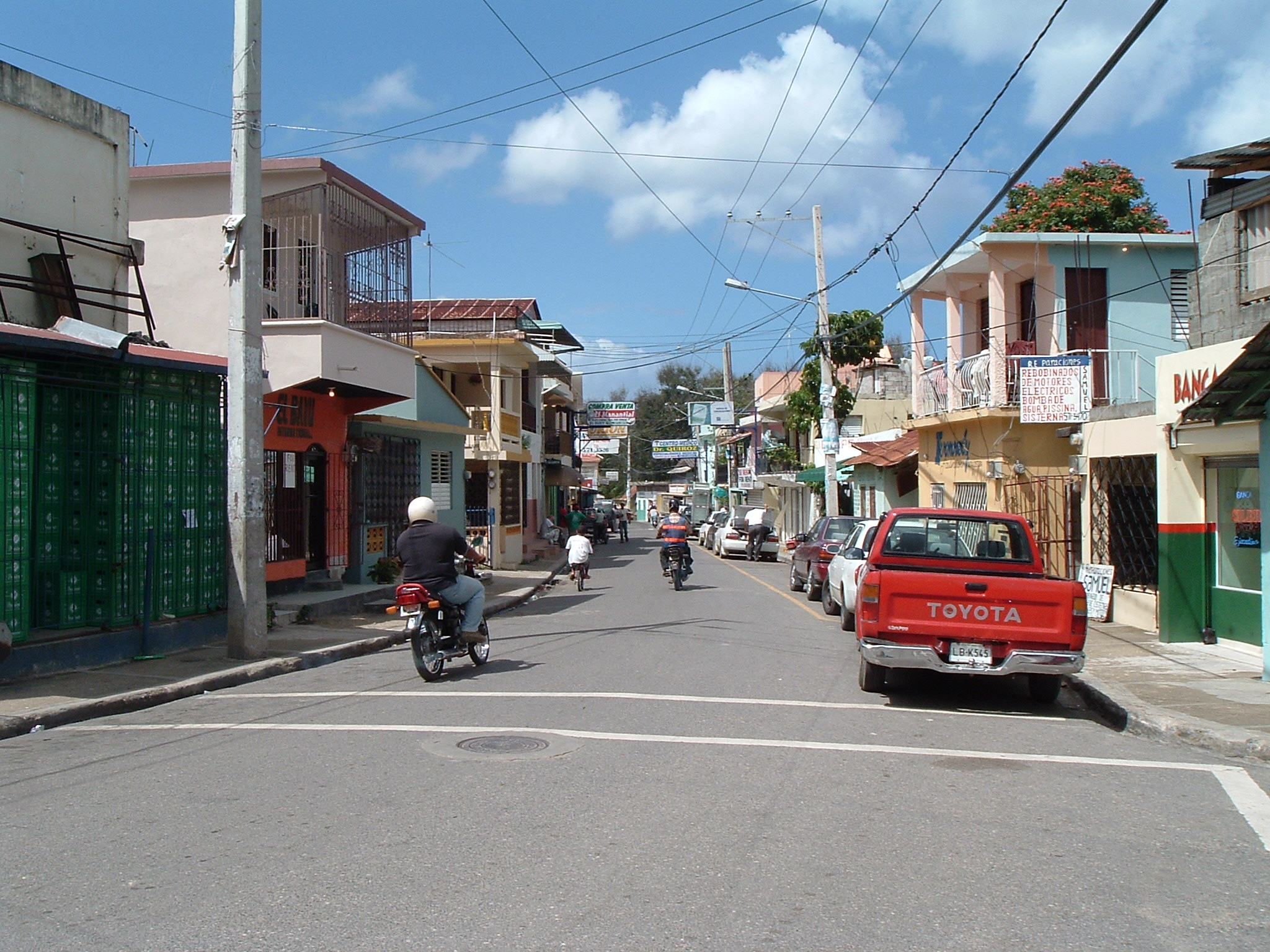
Los Charamicos